# Viile (okręg Gałacz)
Viileⓘ – wieś w Rumunii, w okręgu Gałacz, w gminie Fârțănești. W 2011 roku liczyła 1562 mieszkańców.